# 11510 Борхес
11510 Борхес (11510 Borges) — астероїд головного поясу, відкритий 11 листопада 1990 року. Названий ім'ям аргентинського поета і письменника Хорхе Луїса Борхеса. Був відкритий бельгійським астрономом Еріком Ельстом 11 листопада 1990 року в обсерваторії Ла-Сілья.
Тіссеранів параметр щодо Юпітера — 3,248.